# Prefectura autónoma yi de Chuxiong
Chuxiong (en chino, 楚雄; pinyin, Chǔxióng) es una prefectura autónoma de la República Popular China perteneciente a la provincia de Yunnan, situada aproximadamente a 100 kilómetros de la capital provincial. Limita al norte Panzhihua; al sur, con Yuxi y Pu'er; al oeste, con Dali; y, al este, con Kunming. Su área es de 28 439 km² y su población total para 2020 superó los 2,4 millones de habitantes.

## Toponimia
El topónimo Chuxiong lleva el nombre de dos grandes militares importante de la región; Cuan Wei Chu y el general Zhao Yong conocido como Nanxiong. 
Como las otras regiones autónomas, se caracteriza por estar asociada a un grupo étnico minoritario, en este caso, la etnia Yi .

## Administración
La prefectura autónoma de Chuxiong se divide en 10 municipalidades que se administran en 1 ciudad-municipio y 9 condados:
- ciudad Chuxiong (楚雄市)
- condado Shuangbai (双柏县)
- condado Mouding (牟定县)
- condado Nanhua (南华县)
- condado Yao'an (姚安县)
- condado Dayao (大姚县 )
- condado Yongren (永仁县)
- condado Yuanmou (元谋县)
- condado Wuding (武定县)
- condado Lufeng (禄丰县)

## Clima
Chuxiong experimenta un clima subtropical templado. Los inviernos son suaves, muy secos y soleados, aunque las mínimas en promedio en enero son apenas por encima del punto de congelación; diciembre y enero tanto tienen una temperatura media de 8,7 °C. La primavera comienza temprano y se mantiene seca y soleada hasta finales de mayo. Los veranos son cálidos, lluviosoa y generalmente nublados, junio, es el mes más caluroso, con un promedio de 21,4 °C. La temperatura media anual es de 16 °C, mientras que los promedios de precipitación son de 863 mm, más del 70% de los cuales se produce a partir de junio a septiembre. La ciudad recibe 2 177 horas de sol.
| Parámetros climáticos promedio de Chuxiong (1971−2000) | Parámetros climáticos promedio de Chuxiong (1971−2000) | Parámetros climáticos promedio de Chuxiong (1971−2000) | Parámetros climáticos promedio de Chuxiong (1971−2000) | Parámetros climáticos promedio de Chuxiong (1971−2000) | Parámetros climáticos promedio de Chuxiong (1971−2000) | Parámetros climáticos promedio de Chuxiong (1971−2000) | Parámetros climáticos promedio de Chuxiong (1971−2000) | Parámetros climáticos promedio de Chuxiong (1971−2000) | Parámetros climáticos promedio de Chuxiong (1971−2000) | Parámetros climáticos promedio de Chuxiong (1971−2000) | Parámetros climáticos promedio de Chuxiong (1971−2000) | Parámetros climáticos promedio de Chuxiong (1971−2000) | Parámetros climáticos promedio de Chuxiong (1971−2000) |
| Mes                                                    | Ene.                                                   | Feb.                                                   | Mar.                                                   | Abr.                                                   | May.                                                   | Jun.                                                   | Jul.                                                   | Ago.                                                   | Sep.                                                   | Oct.                                                   | Nov.                                                   | Dic.                                                   | Anual                                                  |
| ------------------------------------------------------ | ------------------------------------------------------ | ------------------------------------------------------ | ------------------------------------------------------ | ------------------------------------------------------ | ------------------------------------------------------ | ------------------------------------------------------ | ------------------------------------------------------ | ------------------------------------------------------ | ------------------------------------------------------ | ------------------------------------------------------ | ------------------------------------------------------ | ------------------------------------------------------ | ------------------------------------------------------ |
| Temp. máx. media (°C)                                  | 16.8                                                   | 18.9                                                   | 22.4                                                   | 25.2                                                   | 26.4                                                   | 26.2                                                   | 25.5                                                   | 25.5                                                   | 24.1                                                   | 22.0                                                   | 18.8                                                   | 16.4                                                   | 22.4                                                   |
| Temp. mín. media (°C)                                  | 1.7                                                    | 3.6                                                    | 7.0                                                    | 11.0                                                   | 15.2                                                   | 17.8                                                   | 17.8                                                   | 17.1                                                   | 15.6                                                   | 12.7                                                   | 7.4                                                    | 2.8                                                    | 10.8                                                   |
| Precipitación total (mm)                               | 12.8                                                   | 12.7                                                   | 14.5                                                   | 18.4                                                   | 69.0                                                   | 139.1                                                  | 190.7                                                  | 167.5                                                  | 126.3                                                  | 67.7                                                   | 36.0                                                   | 8.2                                                    | 862.9                                                  |
| Días de precipitaciones (≥ 0.1 mm)                     | 3.5                                                    | 3.9                                                    | 5.1                                                    | 6.2                                                    | 9.9                                                    | 14.8                                                   | 18.8                                                   | 19.8                                                   | 15.2                                                   | 11.9                                                   | 7.7                                                    | 4.6                                                    | 121.4                                                  |
| Horas de sol                                           | 229.1                                                  | 222.0                                                  | 249.0                                                  | 231.4                                                  | 213.9                                                  | 147.9                                                  | 117.3                                                  | 130.2                                                  | 123.6                                                  | 151.9                                                  | 168.5                                                  | 192.3                                                  | 2177.1                                                 |
| Humedad relativa (%)                                   | 66                                                     | 59                                                     | 53                                                     | 53                                                     | 61                                                     | 73                                                     | 79                                                     | 81                                                     | 81                                                     | 79                                                     | 77                                                     | 75                                                     | 69.8                                                   |
| Fuente: China Meteorological Administration            |                                                        |                                                        |                                                        |                                                        |                                                        |                                                        |                                                        |                                                        |                                                        |                                                        |                                                        |                                                        |                                                        |